# Kureopatora
Cleopatra (クレオパトラ, Kureopatora) é um filme de animação japonês do género ficção científica erótica, realizado por Osamu Tezuka e Eiichi Yamamoto e escrito por Shigemi Satoyoshi. É a segunda parte da trilogia de filmes eróticos Animerama (アニメラマ), produzida pelo estúdio Mushi Production e por Osamu Tezuka durante a década de 1970. Estreou-se no Japão a 15 de setembro de 1970.

## Sinopse
Três pessoas do futuro embarcam numa máquina do tempo para a época de Cleópatra e do Antigo Egito. Mas longe da ideia do que estavam a planear, os três aterram num mundo onde o artifício e o erotismo prevalecem.

## Elenco
- Chinatsu Nakayama como Cleópatra
- Hajime Hana como Júlio César
- Osami Nabe como Marco António
- Jitsuko Yoshimura como Libya
- Tsubame Yanagiya como Rupa
- Nobuo Tsukamoto como Ionius
- Kazuko Imai como Calpania
- Susumu Abe como Cabagonis
- Yoshirō Katō como chefe Tarabahha
- Nachi Nozawa como Augusto